# Museo nacional de Arabia Saudita
El Museo nacional de Arabia Saudita (en árabe: متحف السعودية الوطني) es el museo nacional más importante del Reino de Arabia Saudita. Fundado en 1999, es parte del Centro histórico Rey Abdul Aziz en la ciudad de Riad.
El Museo Nacional fue parte del "Plan de Desarrollo Murabba para la renovación de la zona antigua de los alrededores del distrito del palacio de Murabba" para las Celebraciones del Centenario en Arabia Saudita. Así, el plazo para su finalización se fijó a principios de 1999, dejando sólo 26 meses para la planificación y construcción del museo desde cero.